# Sveinn Björnsson
Pour les articles homonymes, voir Björnsson.
Sveinn Björnsson, né le 27 février 1881 à Copenhague et mort le 25 janvier 1952 à Reykjavik (Islande), est le premier président de l'Islande depuis l'instauration de la république le 17 juin 1944 jusqu'à sa mort.

## Éducation et carrière dans le droit
Né en 1881 à Copenhague au Danemark alors que l’Islande dépend encore du Danemark, il est le fils de Björn Jónsson (éditeur et ministre) et de Elísabet Sveinsdóttir. Sveinn est diplômé de la Latin School à Reykjavik en 1900 mais obtient aussi un diplôme de droit de l'Université de Copenhague 1907. Il dispose ainsi du droit de plaider devant les "upper courts" en 1907 et devant la cour supérieure en 1920; il est procureur à Reykjavik de 1907 à 1920 et de 1924 à 1926. Du 29 septembre au 31 décembre 1919, il est procureur de la cour supérieure nationale.

## Retour en Islande
Il revient sur l’île et devient en 1912 membre du conseil municipal de Reykjavik. Deux ans plus tard, il prend une envergure nationale en se faisant élire au Parlement islandais, l'Althing, au sein duquel il demeure pendant deux ans avant d’être battu. 
En 1918, l’Islande devient un royaume en union personnelle avec le Danemark, souverain sauf pour les questions de politiques étrangère et de défense. Sveinn Björnsson obtient la présidence du conseil municipal de la nouvelle capitale, Reykjavik. Il retrouve son siège au Parlement en 1920 et remplit les fonctions de ministre-résident à Copenhague entre 1920 et 1924 puis entre 1926 et 1940.

## Directeur professionnel
Sveinn est l'un des fondateurs de Eimskipafélag Íslands, la principale société d'import export d'Islande, en 1914 et son directeur général de 1914 à 1920 et de 1924 à 1926. Il fonde la compagnie d'assurance Brunabótafélag Íslands (Compagnie islandaise d'assurance contre les incendies) et la dirige de sa fondation en 1916 à 1920. Il est également le fondateur de la compagnie d'assurance Sjóvátryggingafélag Íslands (Assurance islandaise des compagnies maritimes) en 1918 et son directeur général de 1918 à 1920 et de 1924 à 1926. Sveinn est un des fondateurs de la Croix rouge en Islande le 10 décembre 1924 et son premier dirigeant, jusqu’en 1926.

## La république Islandaise
En 1940, lors de la Seconde Guerre mondiale, l’Allemagne envahit le Danemark et l’Islande refuse de se soumettre à ses nouveaux maîtres. Björnsson, rentré sur l'île, se fait élire régent par le Parlement et remplace institutionnellement le roi de Danemark de 1941 à 1944. 
Le 25 mai 1944 se tient un référendum en Islande qui décide de l’indépendance totale de la Couronne danoise et l’institution d’une république. Sveinn Björnsson est élu premier président d'Islande par l’Althing puis est réélu sans opposition en 1945 et 1949. Björnsson meurt dans l’exercice de ses fonctions le 25 janvier 1952.
Sveinn est en mauvais termes avec le roi du Danemark, Christian X, après l'indépendance totale de l'Islande. Christian X affirme que les Islandais avaient promis un retour à la normale des relations entre eux et le Danemark lorsque l'occupation allemande aurait cessé, ce qui est rejeté par Sveinn . Pour cette raison, Sveinn ne fera pas de visite officielle au Danemark après la création de la république. Christian X meurt en 1947, mais du fait de son état de santé, Sveinn n'est pas en mesure de se rendre au Danemark les dernières années de son mandat.

## Mort
En mauvaise santé depuis 1949, il meurt à Reykjavik le 25 janvier 1952, plus d'un an avant la fin de son troisième mandat et est à ce jour le seul président d'Islande à être mort en fonction.

## Famille
Le 2 septembre 1908, il épouse Georgia Hansen (18 janvier 1884-18 septembre 1958). Ils ont six enfants :  Björn (1909-1998), Anna Catherine Aagot (1911), Henrik (1914), Sveinn Christen (1916), Ólafur (1919) et Elísabet (1922).

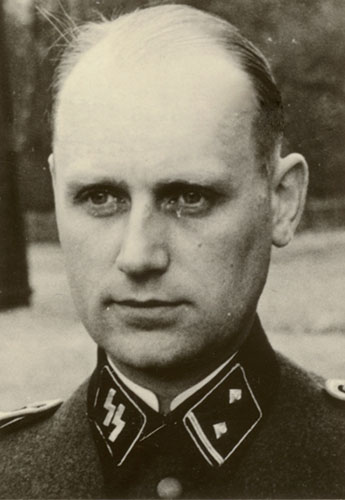
Björn Sveinsson Björnsson, fils ainé de Sveinn, survécut à la Seconde Guerre mondiale et mourut en 1998.

Son fils aîné Björn combattit dans la Waffen-SS pendant la Seconde Guerre mondiale, en particulier en 1945, au sein de la 11e division SS Nordland, dans Berlin encerclée par les troupes soviétiques.